# Leucoma lechrisemata
Leucoma lechrisemata är en fjärilsart som beskrevs av Collenette 1959. Leucoma lechrisemata ingår i släktet Leucoma och familjen tofsspinnare. Inga underarter finns listade i Catalogue of Life.